# Gillett-Schelfeis
Koordinaten: 69° 33′ S, 159° 39′ O

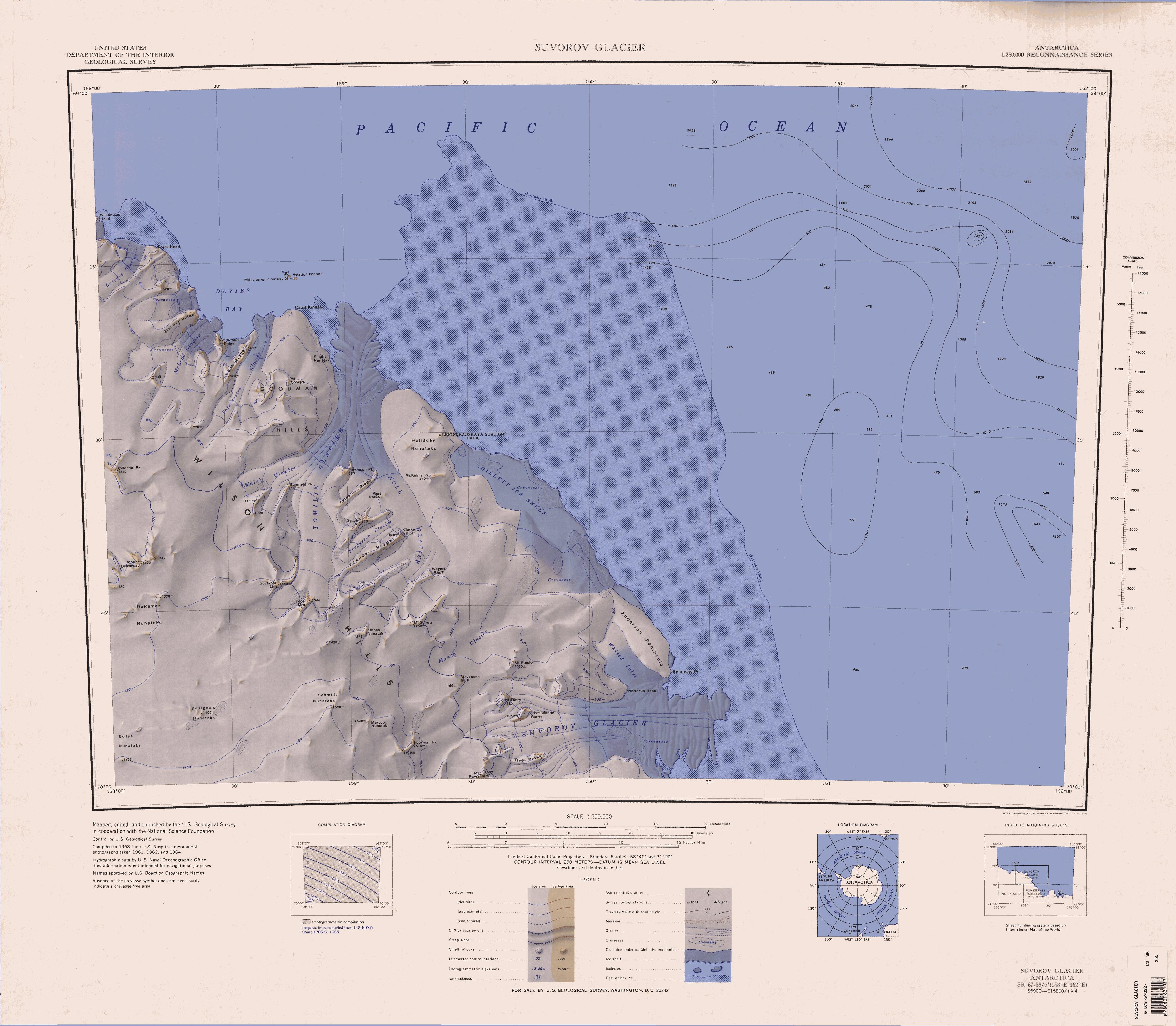
Gillett-Schelfeis (südwestlich der Kartenmitte)

Das Gillett-Schelfeis ist ein kleines antarktisches Schelfeis an der Oates-Küste des ostantarktischen Viktorialands. Es liegt unweit der Wilson Hills in einer unbenannten Bucht zwischen der Anderson-Halbinsel und einer weiteren Halbinsel, auf der sich die Holladay-Nunatakker befinden. 
Das Gebiet wurde durch Vermessungsarbeiten des United States Geological Survey und mithilfe von Luftaufnahmen der United States Navy kartografisch erfasst. Das Advisory Committee on Antarctic Names benannte das Schelfeis 1970 nach Captain Clarence R. Gillett (* 1929), der zwischen Dezember 1966 und Mai 1970 auf Forschungseisbrechern der United States Coast Guard tätig war.